# Jack Angel
Jack Angel (n. 24 octombrie 1930, Modesto, California, SUA – d. 18 octombrie 2021, Malibu, California, SUA) a fost un actor american de film și televiziune.